# Сисоєв Ігор Володимирович
І́гор Володи́мирович Сисо́єв (нар. 28 вересня, 1970, Алмати) — російський програміст, творець вебсерверу nginx, технічний директор в компанії Nginx, Inc.
Сисоєв народився і виріс в Алмати, Казахська РСР, тепер Казахстан. Пізніше переїхав у Москву, де в 1994 році закінчив МДТУ ім. Баумана. Працював провідним системним адміністратором в компанії Rambler. У цей же час створив високопродуктивний вебсервер nginx, який випередив за популярністю  Apache. У 2011 році заснував компанію Nginx, Inc, покликану розвивати і просувати створений ним продукт.

## Конфлікт з Rambler
12 грудня 2019 року в офісі компанії Nginx був проведений обшук. Причиною обшуку стала кримінальна справа про порушення Ігорем Сисоєвим авторських прав компанії Rambler на вебсервер nginx. Підставою стало твердження про те, що частина вихідого коду nginx є службовим твором (тобто таким, що його було створено під час роботи Ігора Сисоєва у компанії Rambler на замовлення компанії), а відтак, виключні майнові права на цей код належать самій компанії.

### Відеозаписи виступів
- «Масштабована конфігурація nginx» — доповідь на конференції DevPoint 2 (2 Жовтень 2010)
- «Настройка FreeBSD 7 для навантаженого вебсервера» — доповідь на конференції RootConf (14 квітня 2009)